# Monastère du Cosmidion
Le monastère du Cosmidion (en grec Κοσμίδιον, dérivé de Κόσμας, Côme) est un établissement religieux chrétien de Constantinople durant le Moyen Âge. Il était consacré aux saints Côme et Damien, saints guérisseurs patrons de la médecine, aussi appelés Anargyres (« sans argent »). C'était un lieu de pèlerinage où l'on venait obtenir une guérison, et les bâtiments religieux étaient flanqués d'un hôpital (ξενών, « xénon » ou ιατρεῖον (« iatreion »).

## Histoire

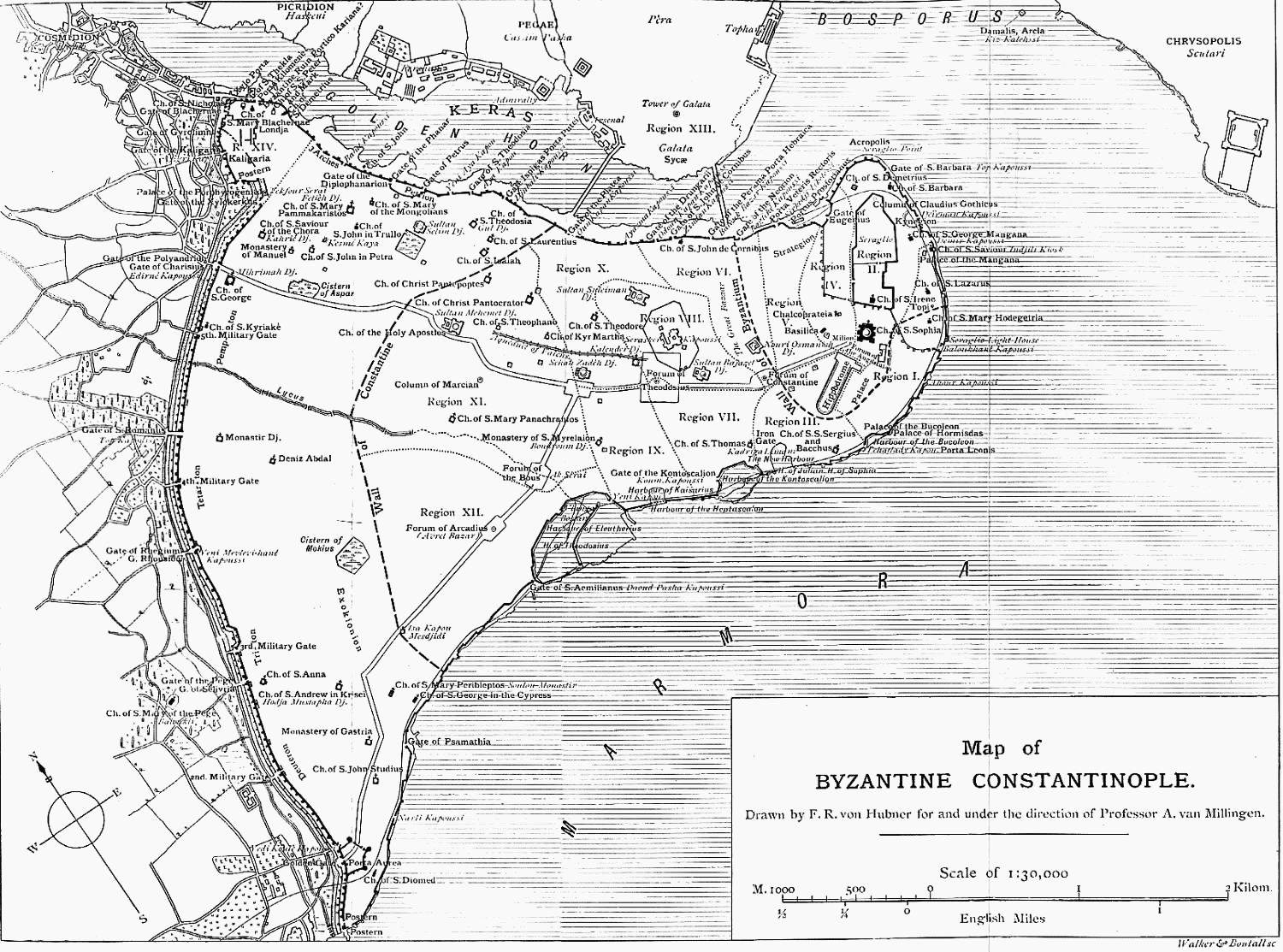
La Corne d'Or et Constantinople sous l'Empire byzantin.

Selon Raymond Janin, le Cosmidion se trouvait à l'emplacement de l'actuel quartier d'Eyüp, juste à l'extérieur de la muraille de Théodose, à proximité de la Corne d'Or. Les descriptions d'époque montrent toutefois qu'il ne se situait pas près du rivage, mais sur une hauteur à une certaine distance. N'étant pas à l'abri des remparts, il fut l'objet de destructions ou dégradations, suivies de restaurations.
L'église, l'une des six de Constantinople consacrées aux saints Côme et Damien, fut fondée vers 439 par le magister Paulinos, un proche de l'empereur Théodose II ; elle contenait comme reliques les crânes des deux saints patrons. Un monastère attenant y est signalé dès 518. L'empereur Justinien ayant été guéri dans le sanctuaire par incubation, il agrandit et embellit les bâtiments,.
Tout fut détruit une première fois par les Avars pendant le siège de 626. Il dut y avoir une restauration dans la période suivante, car un miracle est signalé en ce lieu par les documents du second concile de Nicée (787), et en décembre 821, Thomas le Slave, mettant le siège devant Constantinople, y établit ses quartiers. Le sanctuaire fut refondé et embelli au XIe siècle par l'empereur Michel IV — qui s'y fit d'ailleurs soigner  (avec une guérison miraculeuse), puis tonsurer le jour de sa mort le 10 décembre 1041 — avant d'être enseveli dans l'église. En novembre 1096, Godefroy de Bouillon et les croisés y logèrent.
Au XIIe siècle, Nicolas Mouzalon fut higoumène du Cosmidion pendant trente-sept ans avant d'être élu patriarche de Constantinople en 1147. En 1261, Michel VIII passa en ce lieu, le 14 août, la nuit qui précéda son entrée dans la capitale reconquise sur les Latins. En 1285, l'ex-patriarche Jean Vekkos, exilé à Pruse, y fut logé quand on le ramena à Constantinople le temps d'un synode qui se tint aux Blachernes, c'est-à-dire à proximité. Le 16 octobre 1293, le patriarche Athanase Ier, en butte à une forte hostilité, s'enfuit de nuit dans le Cosmidion et envoya de là sa lettre de démission à l'empereur Andronic II.
Les pèlerins russes à Constantinople signalent à plusieurs reprises l'importance de ce sanctuaire, comme Antoine Dobrinja Jadrejkovič, plus tard évêque de Novgorod, qui fit son pèlerinage vers 1200, ou Étienne de Novgorod, qui vint en 1348/49 avec huit compagnons, ou le « clerc » Alexandre, un marchand de Novgorod venu également pour ses affaires en 1389/92, ou le « pèlerin russe anonyme » dont le texte est daté par Cyril Mango, d'après les descriptions, de 1389/91,. Le monastère disparut sans doute au moment de la prise de Constantinople par les Ottomans (1453).

## Description

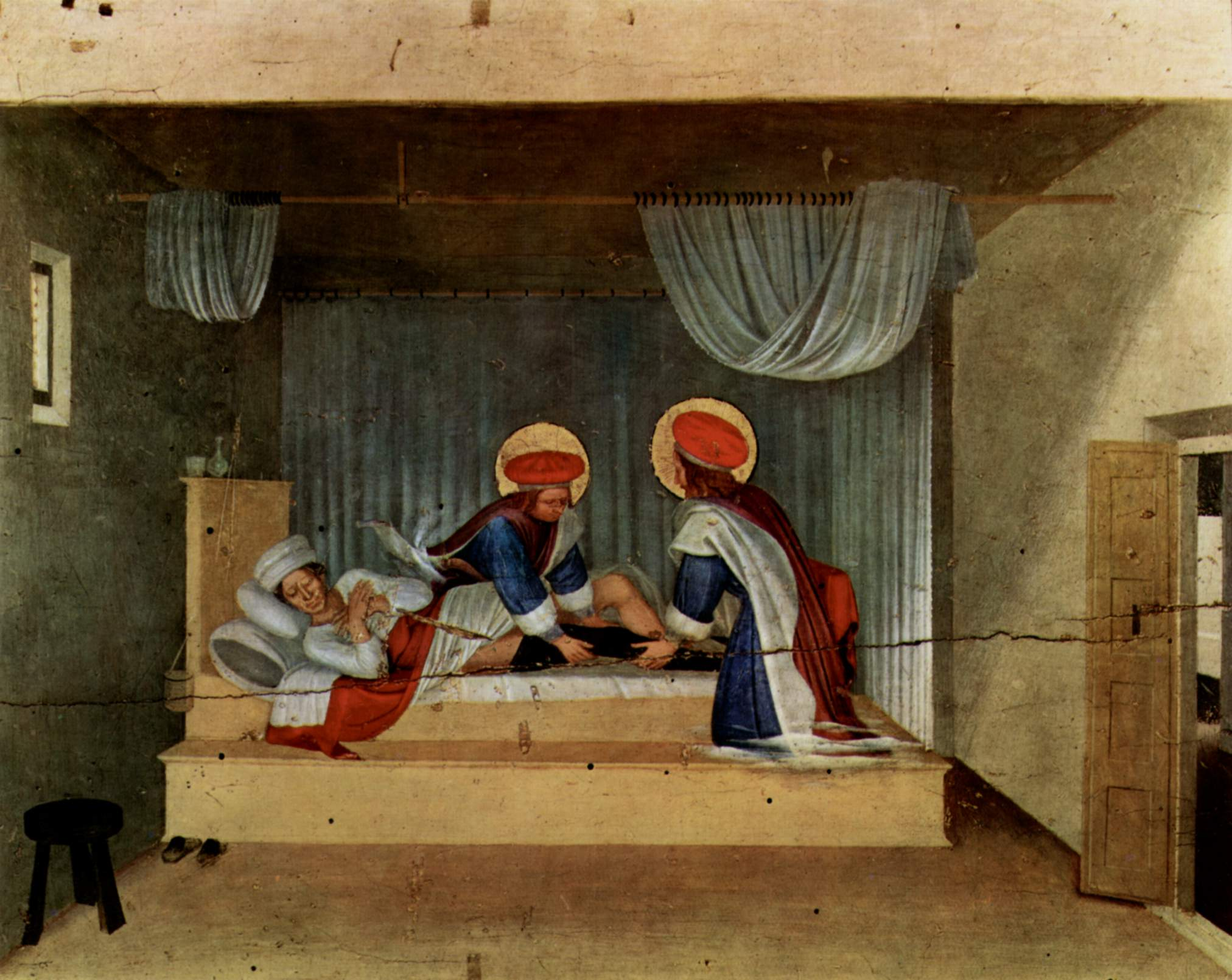
Greffe d'une jambe par les saints Côme et Damien (Tableau de Fra Angelico, Musée national San Marco, Florence).

La vie de ce sanctuaire est connue par les récits de quarante-huit miracles attribués à saints Côme et Damien, connus sous le titre de Miracles des saints Côme et Damien. Le quarante-huitième, accompli par les saints de leur vivant, est sans doute extrait d'une Vie; les autres se divisent en six séries, dont les trois premières (n° 1 à 26) étaient connues du patriarche Sophrone de Jérusalem au début du VIIe siècle, tandis que la sixième (n° 39 à 47) est due au diacre Maxime, moine au Cosmidion à la fin du XIIIe siècle.
Après la restauration par Justinien (VIe siècle), l'église s'est vue précédée d'une grande cour entourée de portiques sous lesquels les malades s'installaient en vue d'obtenir leur guérison. Ils y venaient avec leur literie et y demeuraient jour et nuit. Des tentures les isolaient les uns des autres,. Mais certains malades étaient aussi installés dans le porche et le narthex de l'église, voire dans l'église elle-même et les bâtiments adjacents. L'hospice (ξενών) était pourvu d'une infirmerie avec des grabats et une armoire à pharmacie (φαρμάκων θήκη, « pharmakon théké ») protégée par une barrière ; dans un récit, on voit les saints guérisseurs y transporter un malade depuis l'atrium et l'y opérer. Il fallait un personnel nombreux, hospitalier et de surveillance, pour s'occuper des malades et de leurs accompagnants. On trouvait encore dans le monastère des bains, des barbiers. Au XIIIe siècle, il possédait des terres agricoles avec des laboureurs, et des bateaux sur la Corne d'Or.
Dans la nuit du samedi au dimanche se tenait la grande veillée (παννυχίς « pannuchis »), durant laquelle, à la sixième heure, on distribuait le cérat (κηρωτή « kéroté »), un mélange de cire et d'huile du sanctuaire, dont on disait qu'il était un « baume qui vainc et guérit tout mal » ; des malades guéris racontaient alors comment ils avaient été libérés de leurs maux.
Dans les récits de miracles s'appuyant sur les visions des malades, les saints guérisseurs sont souvent montrés agissant comme des médecins, en tournée auprès des patients, faisant et défaisant les pansements, nettoyant les plaies, maniant le scalpel, prescrivant et appliquant des remèdes. Ce phénomène de visions est lié à la pratique de l'incubation, à savoir le rite selon lequel un malade couchait (incubare) au monastère afin que les saints guérisseurs, Côme et Damien, lui apparaissent en songe et le soignent.
Le monastère recevait ainsi de nombreux ex-voto, déposés dans l'église par des gens guéris, en signe de reconnaissance des miracles dont ils avaient bénéficié. Certains pouvaient être de véritables œuvres d'art, à l'exemple de celui offert par Georges Acropolite au XIIIe siècle à l'occasion de la guérison de sa fille; il est composé d'un tissu de fils d'or et de soie présentant les portraits brodés des saints et de la fille du donateur.